# Greenville (Mississippi)
Greenville è una città (city) degli Stati Uniti d'America, capoluogo della contea di Washington, nello Stato del Mississippi.

## Storia
Un primo insediamento abitato sorse a sud dell'odierna Natchez, ma venne poi abbandonato. Nel 1824, su iniziativa di William W. Blanton, fu fondata la cittadina di Greenville, così chiamata in onore del generale americano Nathanael Greene. Ben presto l'area fu raggiunta da migliaia di coloni in cerca di terre da convertire in piantagioni di cotone. Designata come sede di contea nel 1844, si affermò come un centro economico e culturale di primaria importanza.
Nel corso della guerra civile americana, la cittadina fu distrutta per rappresaglia dalle truppe unioniste durante le fasi dell'assedio di Vicksburg. Al termine del conflitto i residenti decisero di rifondare Greenville tre miglia più a nord. Nei decenni successivi, nonostante il declino dell'industria del cotone, l'economia cittadina continuò ad essere basata sulle piantagioni.

## Amministrazione
- Kronach, dal 2006
- Greenville (Liberia), dal 2009